# Can Cussó
Can Cussó és un edifici del municipi de Sant Cugat del Vallès (Vallès Occidental) que forma part de l'Inventari del Patrimoni Arquitectònic de Catalunya.

## Descripció
Masia de petites dimensions. És de planta rectangular i té planta baixa i pis. Les parets són te tapia reforçades als angles amb pedra. La coberta és a dos vessants i la porta d'entrada és d'arc de mig punt.